# Římskokatolická farnost Roštín
Římskokatolická farnost Roštín je územní společenství římských katolíků s farním kostelem svaté Anny v děkanátu Kroměříž.

## Historie farnosti
První písemná zmínka o obci pochází z roku 1131.

## Duchovní správci
Do června 2019 byl administrátorem excurrendo R. D. Mgr. Radomír Němeček. Toho od července téhož roku vystřídal R. D. Mgr. Martin Vévoda.

## Bohoslužby
| Kostel     | Místo  | Bohoslužba (den) | Hodina     | Poznámka     |
| ---------- | ------ | ---------------- | ---------- | ------------ |
| svaté Anny | Roštín | neděle středa    | 9.00 17.30 | farní kostel |

## Aktivity ve farnosti
Ve farnosti se pravidelně koná tříkrálová sbírka.